# Vinhais (freguesia)
A Freguesia de Vinhais é uma freguesia portuguesa do Município de Vinhais com 33,76 km² de área e 2185 habitantes (censo de 2021), tendo, por isso, uma densidade populacional de 64,7 hab./km².

## Demografia
A população registada nos censos foi:
| Distribuição da População por Grupos Etários | Distribuição da População por Grupos Etários | Distribuição da População por Grupos Etários | Distribuição da População por Grupos Etários | Distribuição da População por Grupos Etários |
| -------------------------------------------- | -------------------------------------------- | -------------------------------------------- | -------------------------------------------- | -------------------------------------------- |
| Ano                                          | 0-14 Anos                                    | 15-24 Anos                                   | 25-64 Anos                                   | > 65 Anos                                    |
| 2001                                         | 293                                          | 361                                          | 1255                                         | 473                                          |
| 2011                                         | 248                                          | 196                                          | 1227                                         | 574                                          |
| 2021                                         | 225                                          | 161                                          | 1079                                         | 720                                          |

## Património
- Castelo de Vinhais
- Edifício dos antigos Condes de Vinhais
- Igreja de São Facundo de Vinhais
- Pelourinho de Vinhais
- Casa da Corujeira, anexos agrícolas e logradouro
- Conjunto da Igreja de São Francisco de Vinhais e Seminário dos Missionários Apostólicos de Vinhais
- Bairro do Couço de Vinhais